# Kościół Stanisława Kostki w Witnie
Kościół Stanisława Kostki w Witnie  – zabytkowy, gotycki kościół filialny parafii św. Siostry Faustyny Kowalskiej w Stuchowie zbudowany na przełomie XV i XVI wieku, położony w województwie zachodniopomorskim, w powiecie gryfickim, w gminie Gryfice. Wpisany do rejestru zabytków pod numerem 312 z 23 stycznia 1958 roku

## Opis
Kościół w Witnie został zbudowany na przełomie XV i XVI wieku, a w XVII wieku częściowo go rozbudowano. Świątynia pod wezwaniem św. Stanisława Kostki została poświęcona 10 maja 1947 roku. Zbudowana z kamienia i cegły, jest orientowana, a od zachodu wyróżnia się dwukondygnacyjną, kwadratową wieżą zwieńczoną spiczastym hełmem. Dach kościoła ma formę siodłową.  
Wnętrze przykrywa belkowany, drewniany strop. W prezbiterium znajduje się barokowy ołtarz z XVII wieku, z przedstawieniami ostatniej wieczerzy, ukrzyżowania, złożenia do grobu i zmartwychwstania. Po lewej stronie ołtarza umieszczono drewnianą ambonę z lat 1664–1698, odnowioną w 1908 roku, wspartą na figurze Mojżesza trzymającego Tablice Przykazań. W zaplecku ambony widnieje obraz św. Stanisława Kostki w stroju zakonnym z rękoma skrzyżowanymi na piersiach. Na wyposażeniu kościoła znajduje się również neogotycka chrzcielnica z XIX wieku z pokrywą.